# ناقل أحادي الأمين الحويصلي 2
ناقل أحادي الأمين الحويصلي 2 (بالإنجليزية: vesicular monoamine transporter 2) واختصارا (فِمات 2 : VMAT2) ويعرف كذلك باسم عائلة حامل المذاب 18 العنصر 2 (SLC18A2) هو بروتين يُشفَّر لدى البشر بواسطة الجين SLC18A2. ‏ VMAT2 هو بروتين غشائي مدمج ينقل أحاديات الأمين وبشكل خاص النواقل العصبية مثل الدوبامين النورإبينفرين، السيروتونين والهيستامين من العصارة الخلوية إلى الحويصلات المشبكية. في المسار السوداوي المخططي والمسار الوسطي الطرفي للعصبونات المحررة للدوبامين، وظيفة VMAT2 ضرورية أيضا بالنسبة للتحرير الحويصلي للناقل العصبي غابا.

## مواقع الارتباط والربائط
يُعتقد أن VMAT2 يملك على الأقل موقعي ارتباط مختلفين يتميزان بارتباط التيترابينازين والريزيربين بالناقل. يرتبط الأمفيتامين (موقع تيترابينازين) والميثامفيتامين (موقع ريزيربين) في موقعين مختلفين من VMAT2 لتثبيط وظيفته. تخفض مثبطات VMAT2 مثل التيترابينازين والريزيربين تركيز النواقل العصبية أحادية الأمين في الشق المشبكي عبر تثبيط النقل بواسطة VMAT2، تثبيط النقل بواسطة هذه العقاقير يمنع تخزين النواقل العصبية في الحويصلات المشبكية ويخفض من كمية النواقل العصبية التي تحرر عبر الإخراج الخلوي. مع أن العديد من الأمفيتامينات المستبدلة تُحدِث تحريرا للنواقل العصبية من الحويصلات عبر VMAT2 بينما تثبط النقل بواسطته، فهي كذلك تسهل تحرير النواقل العصبية أحادية الأمين في الشق المشبكي بعكس اتجاه النقل في الوقت ذاته عبر بروتينات ناقلة غشائية متواجدة في الغشاء البلازمي للعصبونات أحادية الأمين، هذه البروتينات الغشائية الناقلة خاصة بشكل أساسي بأحاديات الأمين (مثل: ناقل الدوبامين، ناقل النورإبينفرين وناقل السيروتونين). تثبط مثبطات VMAT2 أخرى مثل GZ-793A تأثيرات التعزيز الخاصة بالميثامفيتامين، لكن من دون إنتاج منشطات أو تعزيز تأثيراتٍ في حد ذاتها.

## التثبيط
VMAT2 أساسي لتمكين تحرير النواقل العصبية من نهايات المحوار الخاصة بالعصبونات أحادية الأمين إلى الشق المشبكي. إذا تم تثبيط وظيفة VMAT2 أو الإخلال بها، فإنه لا يمكن تحرير نواقل عصبية أحادية الأمين مثل الدوبامين في المشبك عبر آليات التحرير المعتادة (مثل الإخراج الخلوي الذي ينتج عنه جهود فعل).
يُظهِر متعاطو الكوكايين انخفاضا واضحا في النشاط المناعي للـVMAT2، ويُبدِي المعانون من اضطرابات المزاج المحدثة من قبل الكوكايين فقدان في النشاط المناعي للـVMAT2، وهذا قد يسبب ضررا لنهايات المحوارات الدوبامينية في الجسم المخطط. يمكن أن تلعب هذه التغيرات العصبونية دورا في التسبب باضطرابات مزاجية وفي عمليات التحفيز لدى المتعاطين الأكثر حدة في الإدمان.

## في الثقافة الشعبية
اقترح عالم الوراثة دين هامر أن لأليلٍ محددٍ من جين VMAT2 علاقة بالروحانية وذلك باستخدام بيانات من دراسة استقصائية عن التدخين، شملت أسئلة لقياس «السمو عن الذات المادية» (self-transcendence). أجرى هامر الدراسة الروحية بشكل مستقل وجانبي عن الدراسة التي أجراها المعهد الوطني للسرطان عن التدخين. وتم نشر نتائجه في كتاب بعنوان: جين الإله: كيف أن الإيمان موصول بإحكام في جيناتنا. أشار هامر بنفسه إلى أن VMAT2 يلعب على الأقل دورا ثانويا في التأثير على الروحانية. مزاعم هامر بأن جين VMAT2 يساهم في الروحانية محل خلاف. لم يتم نشر دراسة هامر في مجلة لمراجعة الأقران وبينت إعادة دراسة لعلاقة الجين بالروحانية أنه لا توجد دلالة إحصائية لها.